# Lista de episódios de Bleach
Esta é uma lista dos episódios de Bleach, um anime baseado no mangá de mesmo nome escrito por Tite Kubo. Eles são dirigidos por Noriyuki Abe e produzidos pela Dentsu e o Estúdio Pierrot..[carece de fontes?] O enredo segue as aventuras de um adolescente chamado Ichigo Kurosaki que se torna um Shinigami Substituto (Deus da Morte, no Japão) e assume os deveres da Shinigami Rukia Kuchiki.
Os episódios foram transmitidos de 5 de outubro de 2004 a 27 de março de 2012 pela TV Tokyo no Japão. Devido ao fato do anime ter alcançado o mangá, assim como Saint Seya e Inuyasha, por esse motivo a última saga do anime será feita depois que o mangá acabou e está programada para 2021.[carece de fontes?] Em 15 de março de 2006, a Viz Media comprou a televisão estrangeira, o video e os direitos de comercialização do anime Bleach da TV Tokyo Corporation e Shueisha. Subsequentemente, a Viz Media contratou o Studiopolis para criar a adaptação inglesa do anime[carece de fontes?] e licenciou seus direitos de comercialização individual de Bleach para diversas empresas diferentes. A adaptação inglesa do anime Bleach foi apresentada pela primeira vez no canal YTV do Canadá no bloco do programa Bionix em 8 de setembro de 2006. O Cartoon Network começou a transmitir Bleach à noite dentro do seu bloco Adult Swim.[carece de fontes?] O Adult Swim parou de transmitir os novos episódios da adaptação inglesa em 20 de outubro de 2007, depois de transmitir os primeiros 52 episódios da série. Ele foi substituído por outra séria da Viz, Death Note, para providenciar mais tempo ao Studiopolis na dublagem de mais episódios da série. Em 2 de março de 2008, a série retornou da parada.
No Brasil, em maio de 2008, Bleach estreou no canal Animax, já dublado e ganhou uma enorme audiência. Ele exibiu a série entre os anos de 2008 a 2011, estreando somente os episódios de 1-52. Depois que o Animax foi substituído pelo Sony Spin, em maio de 2011, o canal exibiu os episódios da série a partir da onde o Animax parou, do 53-109 entre julho de 2011 até 5 de maio de 2012, também já dublados. Devido ao fato do Sony Spin querer só focar-se em somente em programas de comédia e cia, Bleach foi retirado do canal e não foi mais exibido nenhum de seus episódios anteriores, chegando a não ser exibido mais no território brasileiro. O anime foi exibido pelo canal PlayTv, em dois horários,um pela manhã e outro pela tarde.
45 temas musicais foram usadas nos episódios: 15 temas de abertura e 30 temas de encerramento. O Estúdio Pierrot lançou vários CDs que continham as músicas temas e outras faixas. Em março de 2009, a Aniplex lançou no Japão 25 volumes de DVDs. A Viz Media lançou 15 volumes de DVD da adaptação inglesa do anime e 2 boxes de colecionador que continham a primeira e segunda temporadas do anime.

## Lista de episódios

### 1.ª Temporada - O Substituto (2004–2005)
| Nº | Título | Exibição original       |
| -- | --- | ----------------------- |
| 1  | "O Dia em que me Tornei um Shinigami" Shinigami ni Natchatta Hi" (死神になっちゃった日)                     | 5 de outubro de 2004    |
| 2  | "O Trabalho de um Shinigami" Shinigami no Oshigoto" (死神のお仕事)                                          | 12 de outubro de 2004   |
| 3  | "O Desejo do Irmão Mais Velho, o Desejo da Irmã Mais Nova" Ani no Omoi, Imōto no Omoi" (兄の想い、妹の想い) | 19 de outubro de 2004   |
| 4  | "Periquito Amaldiçoado" "Noroi no Inko" (呪いのインコ)                                                      | 26 de outubro de 2004   |
| 5  | "Derrote o Inimigo Invisível" "Mienai Teki o Nagure!" (見えない敵を殴れ！)                                  | 2 de novembro de 2004   |
| 6  | "Batalha até a Morte! Ichigo vs Ichigo" "Shitō! Ichigo VS Ichigo" (死闘！一護VS イチゴ)                     | 9 de novembro de 2004   |
| 7  | "O Acolher de um Leão de Pelúcia" "Nuigurumi kara Konnichiwa" (ぬいぐるみからコンにちは)                    | 16 de novembro de 2004  |
| 8  | "17 de Junho, Memórias na Chuva" "Roku Gatsu Jū-shichi Nichi, Ame no Kioku" (6月17日、雨の記憶)             | 23 de novembro de 2004  |
| 9  | "Inimigo Invencível" "Taosenai Teki" (倒せない敵)                                                           | 30 de novembro de 2004  |
| 10 | "Ataque na Viagem ao Lugar Sagrado!" "Burari Reijō Totsugeki no Tabi!" (ぶらり霊場突撃の旅！)               | 7 de dezembro de 2004   |
| 11 | "O Lendário Quincy" "Densetsu no Kuinshī" (伝説のクインシー)                                                | 14 de dezembro de 2004  |
| 12 | "Um Gentil Braço Direito" "Yasashii Migiude" (やさしい右腕)                                                 | 21 de dezembro de 2004  |
| 13 | "Flor e Hollow" "Hana to Horō" (花とホロウ)                                                                 | 28 de dezembro de 2004  |
| 14 | "Costa a Costa, uma Luta até a Morte!" "Senaka Awase no Shitō!" (背中合わせの死闘！)                        | 11 de janeiro de 2005   |
| 15 | "O Ótimo Plano de Kon" "Kon no Uhauha Daisakusen" (コンのウハウハ大作戦)                                    | 18 de janeiro de 2005   |
| 16 | "Encontro, Renji Abarai!" "Abarai Renji, Kenzan！" (阿散井恋次、見参！)                                     | 25 de janeiro de 2005   |
| 17 | "Ichigo Morre!" "Ichigo, Shisu!" (一護、死す！)                                                             | 1 de fevereiro de 2005  |
| 18 | "Recupere! O Poder de Shinigami!" "Torimodose! Shinigami no Chikara!" (取り戻せ！死神の力！)                | 8 de fevereiro de 2005  |
| 19 | "Ichigo se Transforma em um Hollow!" "Ichigo, Horō ni Ochiru!" (一護、ホロウに墜ちる！)                     | 15 de fevereiro de 2005 |
| 20 | "A Sombra de Gin Ichimaru" "Ichimaru Gin no Kage" (市丸ギンの影)                                            | 22 de fevereiro de 2005 |

### 2.ª Temporada - Sociedade das Almas: A Entrada (2005)
| Nº | Título | Exibição original   |
| -- | --- | ------------------- |
| 21 | "Entre! O Mundo dos Shinigamis" Totsunyū! Shinigami no Sekai" (突入！死神の世界)                            | 1 de março de 2005  |
| 22 | "O Homem que Odeia Shinigamis" Shinigami o Nikumu Otoko" (死神を憎む男)                                     | 8 de março de 2005  |
| 23 | "14 Dias para a Execução de Rukia" Rukia Shokei, Jūyokka Mae" (ルキア処刑、14日前)                          | 15 de março de 2005 |
| 24 | "Reúnam-se! As 13 Divisões" "Kesshū! Gotei Jūsantai" (結集！護廷13隊)                                       | 22 de março de 2005 |
| 25 | "Penetrar o Centro com uma Gigantesca Bola de Canhão?" "Kyodai Hōdan de Chūō Toppa?" (巨大砲弾で中央突破？) | 29 de março de 2005 |
| 26 | "Formação! A Pior Companhia" "Kessei! Saiaku no Taggu" (結成！最悪のタッグ)                                 | 5 de abril de 2005  |
| 27 | "Libere o Golpe Fatal!" "Hissatsu no Ichigeki o Hanate!" (必殺の一撃を放て！)                               | 12 de abril de 2005 |
| 28 | "Orihime está Sendo Visada" "Nerawareta Orihime" (狙われた織姫)                                             | 19 de abril de 2005 |
| 29 | "Avançar! A Rede Abrangente dos Shinigamis" "Toppa seyo! Shinigami Hōimō" (突破せよ！死神包囲網)            | 26 de abril de 2005 |
| 30 | "O Confronto de Renji" "Tachihadakaru Renji" (立ちはだかる恋次)                                             | 3 de maio de 2005   |
| 31 | "A Resolução para Matar" "Kiru Tame no Kakugo" (斬る為の覚悟)                                               | 10 de maio de 2005  |
| 32 | "Estrelas e o Devaneio" "Hoshi to Norainu" (星と野良犬)                                                     | 17 de maio de 2005  |
| 33 | (Filler)"Milagre! O Misterioso Novo Herói" "Kiseki! Nazo no Shin Hīrō" (奇跡！謎の新ヒーロー)               | 24 de maio de 2005  |
| 34 | "Tragédia do Amanhecer" "Yoake no Sangeki" (夜明けの惨劇)                                                   | 31 de maio de 2005  |
| 35 | "Aizen Assassinado! As Trevas que se Aproximam" "Aizen Ansatsu! Shinobiyoru Yami" (藍染暗殺！忍び寄る闇)    | 7 de junho de 2005  |
| 36 | "Zaraki Kenpachi se Aproxima!" "Zaraki Kenpachi, Semaru!" (更木剣八、迫る！)                                | 14 de junho de 2005 |
| 37 | "A Razão do Punho" "Kobushi no Riyū" (拳の理由)                                                             | 21 de junho de 2005 |
| 38 | "Desespero! A Zangetsu Destruída" "Zettaizetsumei! Orareta Zangetsu" (絶対絶命！折られた斬月)               | 28 de junho de 2005 |
| 39 | "O Homem Imortal" "Fujimi no Otoko" (不死身の男)                                                            | 5 de julho de 2005  |
| 40 | "A Shinigami que Ganju Conheceu" "Ganju no Mita Shinigami" (ガンジュの見た死神)                             | 12 de julho de 2005 |
| 41 | "Reunião, Ichigo e Rukia" "Saikai, Ichigo to Rukia" (再会、一護とルキア)                                    | 19 de julho de 2005 |

### 3.ª Temporada - Sociedade das Almas: O Resgate (2005-2006)
| Nº | Título | Exibição original      |
| -- | --- | ---------------------- |
| 42 | "Yoruichi, Deusa Relâmpago, Dança!" Shunjin Yoruichi, Mau!" (瞬神夜一、舞う！)                                                                        | 26 de julho de 2005    |
| 43 | "O Shinigami Desprezível" Hiretsu na Shinigami" (卑劣な死神)                                                                                          | 2 de agosto de 2005    |
| 44 | "Ishida, Poder dos Limites!" "Ishida, Kyokugen no Chikara!" (石田、極限の力！)                                                                        | 9 de agosto de 2005    |
| 45 | "Ultrapasse seus Limites!" "Genkai o Koero!" (限界を越えろ！)                                                                                         | 16 de agosto de 2005   |
| 46 | "Recordes Autênticos! A Escola de Shinigamis" "Jitsuroku! Shinigami no Gakkō" (実録！死神の学校)                                                      | 23 de agosto de 2005   |
| 47 | "Os Vingadores" "Adautsu Mono-tachi" (仇討つ者たち)                                                                                                   | 30 de agosto de 2005   |
| 48 | "Hitsugaya Ruge!" "Hitsugaya, Hoeru!JI'J" (日番谷、吼える！)                                                                                          | 6 de setembro de 2005  |
| 49 | "O Pesadelo de Rukia" "Rukia no Akumu" (ルキアの悪夢)                                                                                                 | 13 de setembro de 2005 |
| 50 | (Filler)"O Despertar do Leão" "Yomigaeru Shishi" (よみがえる獅子)                                                                                     | 20 de setembro de 2005 |
| 51 | "Manhã da Sentença" "Shokei no Asa" (処刑の朝) | 27 de setembro de 2005 |
| 52 | "Renji, Juramento de Alma! Luta Mortal com Byakuya" "Renji, Tamashii no Chikai! Byakuya to no Shitō" (恋次、魂の誓い！白哉との死闘)                   | 4 de outubro de 2005   |
| 53 | "A Tentação de Gin Ichimaru, Resolução de Destruição!" "Ichimaru Gin no Yūwaku, Kuzusareta Kakugo" (市丸ギンの誘惑、崩された覚悟)                     | 4 de outubro de 2005   |
| 54 | "Um Juramento Realizado! Pegue Rukia de Volta!" "Hatasareru Chikai! Rukia Dakkan Naruka!" (果たされる誓い！ルキア奪還なるか！)                        | 18 de outubro de 2005  |
| 55 | "O Shinigami mais Poderoso! Último Confronto entre Mestre e Aprendiz" "Saikyō no Shinigami! Kyūkyoku no Shitei Taiketsu" (最強の死神！究極の師弟対決) | 25 de outubro de 2005  |
| 56 | "Batalha Supersônica! Defina a Deusa da Bravura" "Chōsoku no Tatakai! Bu no Megami, Kessu" (超速の戦い！武の女神、決す)                               | 1 de novembro de 2005  |
| 57 | "Senbonzakura, Esmagada! Zangetsu se Impulsiona Através do Céu!" "Senbonzakura, Funsai! Ten o Tsuku Zangetsu" (千本桜、粉砕！天を衝く斬月)            | 8 de novembro de 2005  |
| 58 | "Liberada! A Espada Negra, o Poder de um Milagre" "Kaihō! Kuroki Yaiba, Kiseki no Chikara" (開放！黒き刃、奇跡の力)                                   | 15 de novembro de 2005 |
| 59 | "Conclusão da Batalha de Vida ou Morte! Orgulho Branco e Desejo Negro" "Shitō Ketchaku! Shiroki Hokori to Kuroki Omoi" (死闘決着！白き誇りと黒き想い) | 22 de novembro de 2005 |
| 60 | "A Realidade Desesperadora, a Adaga do Assassino é Revelada!" "Zetsubō no Shinjitsu, Furiorosareta Kyōjin" (絶望の真実、振り下ろされた凶刃)           | 6 de dezembro de 2005  |
| 61 | "Aizen Aparece! Ambições Horríveis" "Aizen, Tatsu! Osorubeki Yabō" (藍染、立つ！恐るべき野望)                                                         | 13 de dezembro de 2005 |
| 62 | (Semi Filler)"Se Juntem! Grupo dos Shinigamis mais Fortes!" "Shūketsuseyo! Saikyō no Shinigami Shūdan" (集結せよ！最強の死神軍団)                     | 20 de dezembro de 2005 |
| 63 | "Decisão de Rukia, Sentimentos de Ichigo" "Rukia no Ketsui, Ichigo no Omoi" (ルキアの決意、一護の想い )                                               | 10 de janeiro de 2006  |

### 4.ª Temporada - Os Bounts (2006) (Filler)
| Nº | Título | Exibição original       |
| -- | --- | ----------------------- |
| 64 | (Filler)"Novo Integrante da Escola, Renji Veio para o Mundo Real?!" Shingakki, Gense ni Renji ga Yatte Kita!?" (新学期、現世に恋次がやって来た！？)                                 | 17 de janeiro de 2006   |
| 65 | (Filler)"Terror Alucinante, a Segunda Vítima" Shinobi yoru Kyōfu, Nibanme no Giseisha" (忍び寄る恐怖、2番目の犠牲者)                                                                | 24 de janeiro de 2006   |
| 66 | (Filler)"Avance! A Armadilha Escondida no Labirinto" "Toppa seyo! Meikyū ni Hisomu Wana" (突破せよ！迷宮に潜む罠)                                                                   | 31 de janeiro de 2006   |
| 67 | (Filler)"O Jogo da Morte! O Desaparecimento do Colega de Classe" "Shi no Gēmu! Kieru Kurasumeito" (死のゲーム！消えるクラスメイト)                                                  | 7 de fevereiro de 2006  |
| 68 | (Filler)"A Verdadeira Identidade do Demônio, o Segredo que é Revelado" "Akuma no Shōtai, Akasareta Himitsu" (悪魔の正体、明かされた秘密)                                            | 14 de fevereiro de 2006 |
| 69 | (Filler)"Bounts! Aqueles que Caçam Almas!" "Baunto! Tamashii o Karu Mono-tachi" (その名はバウント！魂を狩る者たち)                                                                  | 14 de fevereiro de 2006 |
| 70 | (Filler)"O Retorno de Rukia! Ressurreição do Time Substituto" "Rukia no Kikan! Daikō Chīmu Fukkatsu" (ルキアの帰還！代行チーム復活)                                                 | 21 de fevereiro de 2006 |
| 71 | (Filler)"O Momento da Colisão! A Mão Cruel que se Aproxima do Quincy" "Gekitotsu no Toki! Kuinshī ni Semaru Ma no Te" (激突の時！クインシーに迫る魔の手)                            | 7 de março de 2006      |
| 72 | (Filler)"Ataque de Água! Escapem do Hospital Abandonado" "Mizu no Kōgeki! Tozasareta Byōin kara no Dasshutsu" (水の攻撃！閉ざされた病院からの脱出)                                  | 14 de março de 2006     |
| 73 | (Filler)"Reunião no Lugar da Sorte! O Homem que Faz seu Movimento" "Baunto Shūketsu! Ugokidasu Otoko" (バウント集結！動き出す男)                                                    | 28 de março de 2006     |
| 74 | (Filler)"Memórias do Clã que Vive Eternamente" "Eien o Ikiru Ichizoku no Kioku" (永遠を生きる一族の記憶)                                                                            | 28 de março de 2006     |
| 75 | (Filler)"Evento Aterrorizante na 11.ª Divisão! O Shinigami se Ergue Novamente" "Jūichibantai Gekishin! Yomigaetta Shinigami" (十一番隊激震！よみがえった死神 )                      | 4 de abril de 2006      |
| 76 | (Filler)"Força Chocante! Freed VS Zangetsu" "Chikara no Gekitotsu! Furīdo VS Zangetsu" (力の激突！フリードVS斬月)                                                                   | 4 de abril de 2006      |
| 77 | (Filler)"Ódio sem Fim! O Shinigami que Kenpachi Retalhou" "Kienu Onnen! Kenpachi ga Kitta Shinigami" (消えぬ怨念！剣八が斬った死神)                                                 | 11 de abril de 2006     |
| 78 | (Filler)"Revelações Chocantes para as 13 Divisões!! A Verdade Enterrada na História" "Gotei Jūsantai Kyōgaku!! Rekishi ni Uzumoreta Shinjitsu" (護廷十三隊驚愕!!歴史に埋もれた真実) | 2 de maio de 2006       |
| 79 | (Filler)"A Decisão de Morte de Yoshino" "Yoshino, Shi o Kaketa Omoi" (芳野、死をかけた想い)                                                                                         | 9 de maio de 2006       |
| 80 | (Filler)"Ataque de um Inimigo Formidável! Uma Fina Linha Final de Defesa?!" "Kyōteki no Kyūshū! Chiisana Saishū Bōei Sen!?" (強敵の急襲！小さな最終防衛線!?)                        | 16 de maio de 2006      |
| 81 | (Filler)"Hitsugaya se Move! A Cidade Atacada" "Hitsugaya Ugoku! Osowareta Machi" (日番谷動く！襲われた街)                                                                           | 23 de maio de 2006      |
| 82 | (Filler)"Ichigo VS Dark! A Aparição da Escuridão Desvanecida" "Ichigo VS Daruku! Shirakigami no Shutsugen" (一護VSダルク！白き闇の出現)                                             | 30 de maio de 2006      |
| 83 | (Filler)"Sombra Cinzenta, o Segredo dos Dolls" "Haiiro no Kage, Dōru no Himitsu" (灰色の影、ドールの秘密)                                                                           | 6 de junho de 2006      |
| 84 | (Filler)"Separação do Time Substituto? A Traição de Rukia" "Daikō Chīmu Bunretsu? Uragitta Rukia" (代行チーム分裂？裏切ったルキア)                                                  | 13 de junho de 2006     |
| 85 | (Filler)"A Batalha Mortal de Lágrimas! Rukia VS Orihime" "Namida no Shitō! Rukia VS Orihime" (涙の死闘！ルキアVS織姫)                                                               | 13 de junho de 2006     |
| 86 | (Filler)"Rangiku Dança! Corte o Inimigo Invisível" "Rangiku Mau! Mienai Teki o Kire!" (乱菊舞う！見えない敵を斬れ)                                                                  | 20 de junho de 2006     |
| 87 | (Filler)"Byakuya é Chamado! As 13 Divisões Começam a se Mover" "Byakuya Shōshū！ Ugokidasu Gotei Jūsantai" (白哉召集！動き出す護廷十三隊)                                           | 4 de julho de 2006      |
| 88 | (Filler)"Aniquilação dos Tenentes?! A Armadilha na Caverna Subterrânea" "Fukutaichō Zenmetsu!? Chika Dōkutsu no Wana" (副隊長全滅!?地下洞窟の罠)                                    | 11 de julho de 2006     |
| 89 | (Filler)"Revanche?! Ishida VS Nemu" "Saisen!? Ishida VS Nemu" (再戦!?石田VSネム) | 18 de julho de 2006     |
| 90 | (Filler)"Renji Abarai, A Alma da Bankai!" "Abarai Renji, Tamashii no Bankai!" (阿散井恋次、魂の卍解！)                                                                              | 25 de julho de 2006     |
| 91 | (Filler)"Shinigami e Quincy, A Ressurreição do Poder" "Shinigami to Kuinshī, Yomigaeru Chikara" (死神とクインシー、よみがえる力)                                                    | 1 de agosto de 2006     |

### 5.ª Temporada - O Ataque dos Bounts à Sociedade das Almas (2006-2007) (Filler)
| Nº  | Título | Exibição original      |
| --- | --- | ---------------------- |
| 92  | (Filler)"A Decisão de Tōshirō! A Colisão se Aproxima." Shinigami Sekai No Shinkō, Koko Demo" (死神世界への突入、再び)                                                                                   | 8 de agosto de 2006    |
| 93  | (Filler)"Ataque dos Bounts! Abalo nas 13 Divisões." Bounts No Atakku! 13-Shitsu De Nōshintō." (バウンド強襲！激震の護廷十三隊)                                                                          | 15 de agosto de 2006   |
| 94  | (Filler)"Invasão no Mundo dos Shinigamis, Novamente." Hitsugaya no ketsui! Gekitotsu no toki semaru" (日番谷の決意！激突の時迫る)                                                                       | 22 de agosto de 2006   |
| 95  | (Filler)"Byakuya no Campo de Batalha! A Dança das Pétalas de Cerejeira Rasga o Vento." "Senjō byakuya! Sakuranohanabira no dansu wa,-fū o rippingu." (戦場白夜！桜の花びらのダンスは、風をリッピング。) | 5 de setembro de 2006  |
| 96  | (Filler)"Ichigo - Byakuya - Kariya, a Batalha de Três Extremos!" (護・白哉・狩矢、三極の戦い！) | 12 de setembro de 2006 |
| 97  | (Filler)"O Ataque de Tōshirō! Corte o Inimigo na Floresta!" (日番谷出撃！森の中の敵を斬れ) | 19 de setembro de 2006 |
| 98  | (Filler)"Confronto! Kenpachi Zaraki VS Maki Ichinose." (激突！更木剣八VS一之瀬真樹) | 4 de outubro de 2006   |
| 99  | (Filler)"Shinigami VS Shinigami! O Poder Incontrolável." (死神VS死神！暴走する力) | 11 de outubro de 2006  |
| 100 | (Filler)"A Morte de Soi Fon? O Fim do Onmitsu Kidou." (砕蜂死す？隠密機動の最後) | 18 de outubro de 2006  |
| 101 | (Filler)"A Bankai de Mayuri! Sawatari - O Confronto dos Demônios." (マユリ卍解!沢渡・悪魔の激突) | 1 de novembro de 2006  |
| 102 | (Filler)"O Último Quincy! A Explosão de Poder." (最後のクインシー！暴発する力) | 8 de novembro de 2006  |
| 103 | (Filler)"Ishida, o Tiro que Excede os Limites!" (石田、限界を超えて撃て！) | 15 de novembro de 2006 |
| 104 | (Filler)"A Batalha Mortal da 10.ª Divisão! Libere a Hyourinmaru." (死闘十番隊！氷輪丸を放て) | 22 de novembro de 2006 |
| 105 | (Filler)"Kariya! A Contagem Regressiva para a Detonação." (狩矢！爆発へのカウントダウン) | 29 de novembro de 2006 |
| 106 | (Filler)"Vida e Vingança! A Última Escolha de Ishida." (命と復讐！石田、究極の選択) | 6 de dezembro de 2006  |
| 107 | (Filler)"O Balançar da Lâmina! O Momento da Ruína." (振り下ろされた刃！破滅の瞬間) | 13 de dezembro de 2006 |
| 108 | (Filler)"A Lamentação do Bount! O Confronto Final." (慟哭のバウント！最後の激突) | 20 de dezembro de 2006 |
| 109 | (Filler)"Ichigo e Rukia, Sentimentos Refletidos no Céu." (一護とルキア、廻天する想い) | 4 de janeiro de 2007   |

### 6.ª Temporada – Arrankar: A Chegada (2007)
| Número do episódio | Título original                      | Título do episódio                                                      | Data original de exibição |
| ------------------ | ------------------------------------ | ----------------------------------------------------------------------- | ------------------------- |
| 110                | 代行業再開！恐怖の転校生             | "Voltando ao Trabalho de Substituto! O Terrível Estudante Transferido." | 10 de janeiro de 2007     |
| 111                | 驚愕！親父達の正体                   | "Revelação! A Verdadeira Face dos Pais."                                | 17 de janeiro de 2007     |
| 112                | 戦いの始まり、仮面の軍勢と破面       | "O Início da Guerra, Vaizards e Arrancars."                             | 24 de janeiro de 2007     |
| 113                | 世界崩壊への序曲、アランカル襲来！」 | "O Prelúdio do Apocalipse, A Invasão dos Arrancars!"                    | 31 de janeiro de 2007     |
| 114                | 再会、一護とルキアと死神たち         | "Reencontro, Ichigo, Rukia e os Shinigamis."                            | 7 de fevereiro de 2007    |
| 115                | 特命！やってきた死神たち             | "Missão! Os Recém-Chegados Shinigamis."                                 | 14 de fevereiro de 2007   |
| 116                | 悪しき瞳、藍染再び                   | "O Olho Diabólico, Aizen Retorna."                                      | 21 de fevereiro de 2007   |
| 117                | ルキア戦闘開始！凍りつく白い刃       | "Começa a Batalha de Rukia! A Lâmina Branca de Gelo."                   | 28 de fevereiro de 2007   |
| 118                | 一角卍解！全てを砕く力               | "A Bankai de Ikkaku! O Poder Devastador."                               | 7 de março de 2007        |
| 119                | 更木隊秘話！ツイている男たち         | (Semi Filler) "O Segredo da Divisão de Zaraki! Os Homens Sortudos."     | 21 de março de 2007       |
| 120                | 日番谷散る！砕けた氷輪丸             | "A Dispersão de Hitsugaya! Hyourinmaru Quebrada."                       | 28 de março de 2007       |
| 121                | 激突！護る者VS被る者                 | "Confronto! O Protetor VS O Portador."                                  | 11 de abril de 2007       |
| 122                | ヴァイザード！目覚めし者たちの力     | "Vaizard! O Poder dos que Despertaram."                                 | 18 de abril de 2007       |
| 123                | 一護、完全ホロウ化！？               | "Ichigo, Transformação Definitiva em Hollow?!"                          | 25 de abril de 2007       |
| 124                | 激突！黒い卍解と白い卍解             | "Colisão! A Bankai Negra e a Bankai Branca."                            | 2 de maio de 2007         |
| 125                | 緊急報告！藍染の恐るべき計画         | "Aviso Urgente! O Aterrorizante Plano de Sōsuke."                       | 9 de maio de 2007         |
| 126                | 雨竜VS竜弦！激突クインシー親子       | "Uryū VS Ryūken! A Batalha entre Pai e Filho Quincy."                   | 16 de maio de 2007        |
| 127                | 浦原の決断、織姫の想い               | "A Decisão de Urahara, os Pensamentos de Orihime."                      | 30 de maio de 2007        |
| 128                | 悪夢のアランカル！日番谷隊出撃       | (Filler)"Pesadelo Arrancar! O Time de Tōshirō Ataca."                   | 6 de junho de 2007        |
| 129                | 舞い降りた闇の使者！増殖する悪意     | (Filler)"A Chegada do Mensageiro das Trevas! A Propagação da Maldade."  | 13 de junho de 2007       |
| 130                | 見えない敵！日番谷、非情な決断       | (Filler)"O Inimigo Invisível! A Cruel Decisão de Tōshirō."              | 20 de junho de 2007       |
| 131                | 乱菊の涙、哀しき兄妹の別れ           | (Filler)"As Lágrimas de Rangiku, a Triste Partida de Irmão e Irmã."     | 27 de junho de 2007       |

### 7.ª Temporada – Arrankar: A Entrada Sorrateira no Hueco Mundo (2007)
| Número do episódio | Título original                        | Título do episódio                                           | Data original de exibição |
| ------------------ | -------------------------------------- | ------------------------------------------------------------ | ------------------------- |
| 132                | 日番谷と夏梨とサッカーボール           | (Filler)"Hitsugaya, Karin, e a Bola de Futebol."             | 4 de julho de 2007        |
| 133                | 一角、熱血剣道物語                     | (Filler)"Ikkaku, o Conto Kendou de Sangue Quente."           | 11 de julho de 2007       |
| 134                | 美しきパティシエ、弓親！               | (Filler)"O Belo Patissier, Yumichika!"                       | 18 de julho de 2007       |
| 135                | はかられた、コン！乱菊は見ていた・・   | (Filler)"Kon é Enganado, Rangiku à Espreita..."              | 25 de julho de 2007       |
| 136                | ウェコムンド内乱！ウルキオラの死       | (Filler)"Guerra Civil no Hueco Mundo! A Morte de Ulquiorra." | 8 de agosto de 2007       |
| 137                | 悪意の戦い、藍染の罠                   | (Filler)"A Batalha Maliciosa, a Armadilha de Aizen."         | 22 de agosto de 2007      |
| 138                | ウェコムンド再動!日番谷VSヤミー        | "Hueco Mundo Ataca Novamente! Tōshirō VS Yammy."             | 29 de agosto de 2007      |
| 139                | 一護VSグリムジョー、 11秒の戦い        | "Ichigo VS Grimmjow, a Batalha de 11 Segundos."              | 5 de setembro de 2007     |
| 140                | 策謀のウルキオラ、太陽が沈む時         | "A Conspiração de Ulquiorra, o Momento em que o Sol se Põe." | 12 de setembro de 2007    |
| 141                | さよなら...、黒崎くん                  | "Adeus... Kurosaki-kun."                                     | 19 de setembro de 2007    |
| 142                | 厳命！井上織姫ノ救出ヲ禁ズ             | "Ordem! O Resgate de Orihime Inoue é Proibido."              | 26 de setembro de 2007    |
| 143                | 復活のグリムジョー                     | "Grimmjow Revivido."                                         | 3 de outubro de 2007      |
| 144                | 石田・チャド、新しき力の胎動           | " Ishida - Chado, A Explosão dos Novos Poderes."             | 17 de outubro de 2007     |
| 145                | エスパーダ集結！藍染の御前会議         | "Reúnam-se, Espada! A Assembléia Imperial de Aizen."         | 24 de outubro de 2007     |
| 146                | その名はネル！不思議なアランカル登場   | "Seu Nome é Nell! Uma Estranha Arrancar Aparece."            | 31 de outubro de 2007     |
| 147                | メノスの森！消えたルキアを探せ         | (Filler)"A Floresta dos Menos! À Procura de Rukia."          | 7 de novembro de 2007     |
| 148                | アシド、過去から来た死神               | (Filler)"Ashido, o Shinigami que Veio do Passado."           | 14 de novembro de 2007    |
| 149                | 崩れ行く森、百万のメノス               | (Filler)"Através da Floresta em Ruínas, 1 Milhão de Menos."  | 21 de novembro de 2007    |
| 150                | 誓い！再び生きてこの場所へ             | "Juramento! Vivos de Volta a este Lugar."                    | 28 de novembro de 2007    |
| 151                | 吹き荒れる暴風！踊るアランカルとの遭遇 | "A Tempestade Furiosa! Encontro com o Arrancar Dançarino."   | 5 de dezembro de 2007     |

### 8.ª Temporada – Arrankar: A Luta Feroz (2007-2008)
| Número do episódio | Título original                  | Título do episódio                                         | Data original de exibição |
| ------------------ | -------------------------------- | ---------------------------------------------------------- | ------------------------- |
| 152                | 逆襲の一護!これは俺の卍解です    | "O Contra-Ataque de Ichigo! Esta é a Minha Bankai.."       | 12 de dezembro de 2007    |
| 153                | 悪魔の研究!ザエルアポロの企み    | "Pesquisa Diabólica! O Plano de Szayel Aporro."            | 19 de dezembro de 2007    |
| 154                | ルキアと海燕、哀しみの再会       | "Rukia e Kaien, o Triste Reencontro."                      | 26 de dezembro de 2007    |
| 155                | ルキア反撃!決死の鬼道を放て      | "Rukia Contra-Ataca! Libere o Kidou do Desespero."         | 9 de janeiro de 2008      |
| 156                | 石田＆ペッシェ、友情の合体攻撃   | "Ishida e Pessche, Ataque Unido da Amizade."               | 16 de janeiro de 2008     |
| 157                | 石田の切り札、魂を切り裂くもの   | "O Trunfo de Ishida: Seele schneider."                     | 23 de janeiro de 2008     |
| 158                | 巨人の右腕、悪魔の左腕           | "Brazo Derecho del Gigante, Brazo Izquierdo del Diablo."   | 30 de janeiro de 2008     |
| 159                | 茶渡泰虎死す！織姫の涙           | "Yasutora Sado Morre! As Lágrimas de Orihime."             | 6 de fevereiro de 2008    |
| 160                | 遺言 心はここに...               | "Testamento, Seu Coração está Aqui..."                     | 13 de fevereiro de 2008   |
| 161                | 残酷な破面、ウルキオラの挑発     | "O Cruel Arrancar, a Provocação de Ulquiorra."             | 20 de fevereiro de 2008   |
| 162                | 笑うザエルアポロ、恋次包囲網完成 | "Szayel Aporro Ri, a Armadilha para Renji está Completa."  | 27 de fevereiro de 2008   |
| 163                | 死神とクインシー、狂気との戦い   | "Shinigami e Quincy, a Batalha da Loucura."                | 5 de março de 2008        |
| 164                | 石田の作戦、２０秒の攻防         | "A Estratégia de Uryū, os 20 Segundos de Ataque e Defesa." | 12 de março de 2008       |
| 165                | 殺意沸騰！歓喜のグリムジョー     | "O Instinto Assassino Ferve! Grimmjow em Êxtase."          | 19 de março de 2008       |
| 166                | 死力ＶＳ死力!ホロウ化した一護    | "Poder Mortal VS Poder Mortal! Ichigo Hollow."             | 9 de abril de 2008        |
| 167                | 決着の時、グリムジョーの最後     | "O Momento da Decisão, o Fim de Grimmjow."                 | 16 de abril de 2008       |

### 9.ª Temporada – O Novo Capitão Amagai Shūsuke (2008) (Filler)
| Número do episódio | Título original                  | Título do episódio                                                         | Data original de exibição |
| ------------------ | -------------------------------- | -------------------------------------------------------------------------- | ------------------------- |
| 168                | 新隊長登場！その名前は天貝繍助   | (Filler)"Um Novo Capitão Aparece! Seu Nome é Shūsuke Amagai."              | 23 de abril de 2008       |
| 169                | 新展開､危険な転校生現る！        | (Filler)"Um Novo Acontecimento, a Perigosa Estudante Transferida Aparece!" | 7 de maio de 2008         |
| 170                | 月夜の死闘、謎の刺客と斬魄刀     | (Filler)"Batalha sob o Luar, o Misterioso Assassino e a Zanpakutō."        | 14 de maio de 2008        |
| 171                | 犬龍、咲き乱れる紅の華           | (Filler)"Kenryu, a Exuberância das Flores."                                | 21 de maio de 2008        |
| 172                | 貴船出陣！吹き荒れる烈風         | (Filler)"Kibune vai à Guerra! O Violento Vento Enfurecido."                | 28 de maio de 2008        |
| 173                | 巨悪の登場！霞大路家の闇         | (Filler)"O Grande Mal Surge! As Trevas que Envolvem a Família Kasumioji."  | 4 de junho de 2008        |
| 174                | 鏡の境界を破れ！捕らわれの一護   | (Filler)"Quebre o Limite do Espelho! A Prisão de Ichigo."                  | 11 de junho de 2008       |
| 175                | 復讐の刺客、狙われた一護         | (Filler)"A Vingança do Assassino, Ichigo é o Alvo."                        | 18 de junho de 2008       |
| 176                | 怪奇！刀を喰う暗殺者             | (Filler)"Mistério! O Assassino Devorador de Espadas."                      | 25 de junho de 2008       |
| 177                | 逆転のルキア、暴走する刀         | (Filler)"A Reversão de Rukia, a Lâmina Enfurecida."                        | 25 de junho de 2008       |
| 178                | 見せられた悪夢、 鏡の中の一護    | (Filler)"O Pesadelo Emerge, e Ichigo está Dentro Dele."                    | 2 de julho de 2008        |
| 179                | 対立！？ 天貝VS護廷十三隊        | (Filler)"Confronto?! Amagai VS As 13 Divisões."                            | 9 de julho de 2008        |
| 180                | 姫の決意、哀しき花嫁             | (Filler)"A Decisão da Princesa, a Triste Noiva."                           | 16 de julho de 2008       |
| 181                | 二番隊出撃！包囲された一護       | (Filler)"2.ª Divisão ao Ataque! Ichigo é Cercado."                         | 23 de julho de 2008       |
| 182                | 天貝あまがいの実力、斬魄刀解放！ | (Filler)"A Zanpakutō é Liberada, O Verdadeiro Poder de Amagai!"            | 30 de julho de 2008       |
| 183                | 動き出した闇！貴船の正体         | (Filler)"As Trevas se Movem! A Verdadeira Face de Makoto."                 | 6 de agosto de 2008       |
| 184                | 吉良と貴船、三番隊の攻防         | (Filler)"Izuru e Makoto: Ataque e Defesa da 3.ª Divisão."                  | 20 de agosto de 2008      |
| 185                | 氷と炎！天貝VS日番谷の激闘       | (Filler)"Gelo e Fogo! Tōshirō VS Amagai."                                  | 27 de agosto de 2008      |
| 186                | 出撃指令！霞大路家を制圧せよ     | (Filler)"Ordem de Ataque! Invasão à Mansão Kasumioji."                     | 3 de setembro de 2008     |
| 187                | 一護激怒！暗殺者の秘密           | (Filler)"Ichigo em Fúria! O Segredo do Assassino."                         | 10 de setembro de 2008    |
| 188                | 決闘！天貝ＶＳ一護               | (Filler)"Duelo! Ichigo VS Amagai."                                         | 17 de setembro de 2008    |
| 189                | 堕ちた死神の誇り                 | (Filler)"Fim do Orgulho Shinigami."                                        | 7 de outubro de 2008      |

### 10.ª Temporada – Arrankar VS Shinigami (2008-2009)
| Número do episódio | Título original              | Título do episódio                                                  | Data original de exibição |
| ------------------ | ---------------------------- | ------------------------------------------------------------------- | ------------------------- |
| 190                | ウェコムンド編、再開！       | "De Volta à Saga do Hueco Mundo!"                                   | 14 de outubro de 2008     |
| 191                | 恐宴, ザエルアポロ劇場       | "Banquete Grotesco, O Teatro de Szayel Aporro."                     | 21 de outubro de 2008     |
| 192                | ネルの秘密, 巨乳美女参戦！？ | "O Segredo de Neliel, A Bela dos Seios Fartos se Junta à Batalha?!" | 28 de outubro de 2008     |
| 193                | 抵抗不能、恐怖の人形劇       | "Encantador, O Macabro Show de Fantoches."                          | 4 de novembro de 2008     |
| 194                | ネリエルの過去               | "O Passado de Neliel."                                              | 11 de novembro de 2008    |
| 195                | 究極合体！ ペッシェの本気    | "União Extrema! A Seriedade de Pessche."                            | 18 de novembro de 2008    |
| 196                | 参戦！最強死神軍団登場       | "Se Juntando à Batalha! O Poderoso Exército Shinigami Aparece."     | 25 de novembro de 2008    |
| 197                | 白哉卍解、静かなる怒り       | "A Bankai de Byakuya, a Raiva Silenciosa."                          | 2 de dezembro de 2008     |
| 198                | ２人の科学者、マユリの罠     | "Os Dois Cientistas, a Armadilha de Mayuri."                        | 9 de dezembro de 2008     |
| 199                | 聖誕、蘇るザエルアポロ       | "Santo Nascimento, A Ressurreição de Szayel Aporro."                | 16 de dezembro de 2008    |
| 200                | 最硬の体！?ノイトラを斬れ    | "O Corpo Indestrutível?! Nnoitra é Alvejado."                       | 23 de dezembro de 2008    |
| 201                | ノイトラ解放！増殖した腕     | "A Liberação de Nnoitra! Os Braços Multiplicados."                  | 6 de janeiro de 2009      |
| 202                | 激闘決着！最強は誰だ         | "Conclusão da Luta Feroz! Quem é o Mais Forte?"                     | 13 de janeiro de 2009     |
| 203                | 空座町に集結！藍染対死神     | "Reunião na Cidade de Karakura! Sōsuke Aizen VS Shinigamis."        | 20 de janeiro de 2009     |
| 204                | 一護の切腹説得作戦☆          | (Filler)"A Estratégia Suicida de Ichigo."                           | 27 de janeiro de 2009     |
| 205                | ドキ！虚だらけの蹴鞠大会     | (Filler)"Tum! O Torneio de Futebol Hollow."                         | 3 de fevereiro de 2009    |

### 11.ª Temporada – O Passado (2009)
| Número do episódio | Título original                | Título do episódio                                       | Data original de exibição |
| ------------------ | ------------------------------ | -------------------------------------------------------- | ------------------------- |
| 206                | ド過去編開始！１１０年前の真実 | "Começa a Saga do Passado! A Verdade de 110 anos Atrás." | 10 de fevereiro de 2009   |
| 207                | 十二番隊新隊長、浦原喜助       | "O Novo Capitão da 12.ª Divisão, Kisuke Urahara."        | 17 de fevereiro de 2009   |
| 208                | 藍染と天才少年                 | "Sōsuke Aizen e o Jovem Gênio."                          | 24 de fevereiro de 2009   |
| 209                | 六車九番隊、出動せよ           | "A 9.ª Divisão de Kensei Começa a Agir."                 | 3 de março de 2009        |
| 210                | ひよ里死す？悲劇の始まり       | "Hiyori Morre? O Começo da Tragédia."                    | 10 de março de 2009       |
| 211                | 裏切り！暗躍の藍染             | "Traição! O Plano Secreto de Sōsuke."                    | 17 de março de 2009       |
| 212                | 平子を救え！藍染VS浦原         | "Salvem Shinji Hirako! Sōsuke VS Kisuke."                | 24 de março de 2009       |
| 213                | カラクライザー誕生             | (Filler)"Nasce o Karakuraizer."                          | 31 de março de 2009       |
| 214                | カラクライザー最後の日         | (Filler)"O Último Dia do Karakuraizer."                  | 7 de abril de 2009        |

### 12.ª Temporada – Arrankar: A Falsa Cidade de Karakura (2009)
| Número do episódio | Título original            | Título do episódio                                                  | Data original de exibição |
| ------------------ | -------------------------- | ------------------------------------------------------------------- | ------------------------- |
| 215                | 空座町を護れ！死神総登場   | "Defenda a Cidade de Karakura! A Aparição Completa dos Shinigamis." | 14 de abril de 2009       |
| 216                | 精鋭！四人の死神           | "Elite! Os Quatro Shinigamis."                                      | 21 de abril de 2009       |
| 217                | 美しき戦士シャルロッテ     | "Charlotte, a Linda Guerreira."                                     | 28 de abril de 2009       |
| 218                | 吉良、絶望の中での戦い     | "Kira, A Batalha Dentro do Desespero."                              | 5 de maio de 2009         |
| 219                | 檜佐木始解！その名は...    | "A Shikai de Hisagi! Seu Nome é..."                                 | 12 de maio de 2009        |
| 220                | 一角倒れる！死神の危機     | "A Queda de Ikkaku! A Crise do Shinigami."                          | 19 de maio de 2009        |
| 221                | 全面対決！死神VS十刃       | "A Batalha Completa! Shinigami VS Espada."                          | 26 de maio de 2009        |
| 222                | 最凶タッグ！？砕蜂＆大前田 | "A Dupla mais Terrível?! Soi Fong & Marechiyo Omaeda."              | 2 de junho de 2009        |
| 223                | 驚異の肉体！ジオ解放       | "Um Corpo Milagroso! Ggio Libera sua Ressurección."                 | 9 de junho de 2009        |
| 224                | ３VS１の戦闘！ピンチの乱菊 | "A Batalha de 3 contra 1! A Crise de Rangiku."                      | 16 de junho de 2009       |
| 225                | 副隊長全滅！恐怖の妖獣     | "Os Tenentes são Aniquilados! A Terrível Fera Demoníaca."           | 23 de junho de 2009       |
| 226                | 激闘終結？新たなる戦いへ！ | "A Conclusão da Batalha Feroz? Em Direção à uma Nova Batalha!"      | 30 de junho de 2009       |
| 227                | ワンダフル・エラー         | (Filler)"O Erro Maravilhoso."                                       | 7 de julho de 2009        |
| 228                | 夏だ！海だ！水着祭！       | (Filler)"Verão! Mar! Festival de Biquíni!"                          | 14 de julho de 2009       |
| 229                | ヅラ死神誕生！             | (Filler)"Nasce o Shinigami de Peruca!"                              | 21 de julho de 2009       |

### 13.ª Temporada – O Conto da Zanpakutō Desconhecida (2009-2010) (Filler)
| Número do episódio | Título original               | Título do episódio                                                     | Data original de exibição |
| ------------------ | ----------------------------- | ---------------------------------------------------------------------- | ------------------------- |
| 230                | 新たなる敵！斬魄刀実体化      | (Filler)"A Materialização das Zanpakutō"                               | 28 de julho de 2009       |
| 231                | 白哉、桜と共に消ゆ            | (Filler)"Byakuya, Desaparecendo com as Pétalas de Cerejeira."          | 4 de agosto de 2009       |
| 232                | 袖白雪ＶＳルキア! 心の惑い    | (Filler)"Sode no Shirayuki vs. Rukia!"                                 | 11 de agosto de 2009      |
| 233                | 敵となった斬月                | (Filler)"Zangetsu se Torna um Inimigo."                                | 18 de agosto de 2009      |
| 234                | 恋次驚愕!? 2人の蛇尾丸        | (Filler)"Renji Surpreso!? As Duas Zabimarus."                          | 25 de agosto de 2009      |
| 235                | 激突！檜佐木VS風死            | (Filler)"Confronto! Shūhei VS Kazeshini."                              | 1 de setembro de 2009     |
| 236                | 放て！新たなる月牙天衝        | (Filler)"Liberação! O Novo Getsuga Tenshō."                            | 8 de setembro de 2009     |
| 237                | 砕蜂、斬魄刀を包囲せよ        | (Filler)"Soi Fon, Cercando as Zanpakutōs."                             | 15 de setembro de 2009    |
| 238                | 友情？嫌悪？灰猫＆飛梅        | (Filler)"Amizade? Ódio? Haineko & Tobiume."                            | 22 de setembro de 2009    |
| 239                | 目覚めよ氷輪丸！日番谷激闘    | (Filler)"O Despertar do Hyourinmaru! A Violenta Batalha de Tōshirō."   | 29 de setembro de 2009    |
| 240                | 裏切りの白哉                  | (Filler)"A Traição de Byakuya."                                        | 6 de outubro de 2009      |
| 241                | 誇りのために！白哉VS恋次      | (Filler)"Uma Questão de Orgulho! Byakuya VS Renji."                    | 13 de outubro de 2009     |
| 242                | 死神＆斬魄刀、総出撃          | (Filler)"Shinigami & Zanpakutō, Combate Total."                        | 20 de outubro de 2009     |
| 243                | 一騎打ち！一護VS千本桜        | (Filler)"Luta um-a-um! Ichigo VS Senbonzakura."                        | 27 de outubro de 2009     |
| 244                | 満を持して...剣八登場         | (Filler)"O Tão Aguardado... Kenpachi Aparece."                         | 3 de novembro de 2009     |
| 245                | 白哉を追え！混乱の護廷隊      | (Filler)"A Busca por Byakuya! As 13 Divisões Confusas."                | 10 de novembro de 2009    |
| 246                | 特務！山本総隊長を救出せよ！  | (Filler)"Missão Especial! Salvem o Comandante Yamamoto!"               | 17 de novembro de 2009    |
| 247                | 騙された死神！世界崩壊の危機  | (Filler)"Shinigamis Enganados! O Mundo Entra em Crise."                | 24 de novembro de 2009    |
| 248                | 氷の龍と炎の龍！最強対決！    | (Filler)"Dragão de Gelo e Dragão de Fogo! O Confronto mais Poderoso!"  | 1 de dezembro de 2009     |
| 249                | 千本桜卍解！現世の攻防        | (Filler)"A Bankai de Senbonzakura! Ataque e Defesa do Mundo Real."     | 8 de dezembro de 2009     |
| 250                | その男・朽木家ゆえに          | (Filler)"Aquele Homem, Pela Causa de Kuchiki."                         | 15 de dezembro de 2009    |
| 251                | 闇の歴史！最凶の死神、誕生    | (Filler)"História Negra! Nasce o Pior Shinigami."                      | 22 de dezembro de 2009    |
| 252                | 白哉、裏切りに隠された真実    | (Filler)"Byakuya, A Verdade por Trás da Traição."                      | 5 de janeiro de 2010      |
| 253                | 明かされた村正の正体          | (Filler)"A Verdadeira Identidade de Muramasa é Revelada."              | 12 de janeiro de 2010     |
| 254                | 白哉と恋次、六番隊再び        | (Filler)"Byakuya e Renji, O Retorno da 6.ª Divisão."                   | 19 de janeiro de 2010     |
| 255                | 終章・斬魄刀異聞篇            | (Filler)"Último Capítulo: A Saga da Zanpakutō Desconhecida."           | 26 de janeiro de 2010     |
| 256                | 怒りの白哉！朽木家崩壊        | (Filler)"A Raiva de Byakuya! O Colapso da Família Kuchiki."            | 2 de fevereiro de 2010    |
| 257                | 新たな敵！刀獣の正体          | (Filler)"Um Novo Inimigo! A Verdadeira Natureza das Espadas Bestiais." | 9 de fevereiro de 2010    |
| 258                | 迷子の蛇、受難の猿            | (Filler)"Serpente Dispersa, Macaco Torturado."                         | 16 de fevereiro de 2010   |
| 259                | 恐怖！地下に潜む怪物          | (Filler)"Terror! O Monstro que se Esconde Abaixo da Terra."            | 23 de fevereiro de 2010   |
| 260                | 決着！？檜佐木VS風死          | (Filler)"Conclusão?! Shūhei VS Kazeshini."                             | 2 de março de 2010        |
| 261                | 未知なる能力者！狙われた織姫! | (Filler)"A Pessoa com a Habilidade Desconhecida! Orihime é o Alvo!"    | 9 de março de 2010        |
| 262                | 灰猫号泣！悲劇の刀獣          | (Filler)"Haineko Chora! A Trágica Espada Bestial."                     | 16 de março de 2010       |
| 263                | 幽閉？！千本桜＆蛇尾丸        | (Filler)"Aprisionamento?! Senbonzakura & Zabimaru."                    | 23 de março de 2010       |
| 264                | 女の戦い？七緒ＶＳ花天狂骨    | (Filler)"Batalha das Fêmeas? Nanao VS Katen Kyōkotsu."                 | 30 de março de 2010       |
| 265                | 進化！？最後の刀獣の脅威      | (Filler)"Evolução?! A Ameaça da Espada Demônio Final."                 | 6 de abril de 2010        |

### 14.ª Temporada – Arrankar: A Queda (2010-2011)
| Número do episódio | Título original                    | Título do episódio                                                        | Data original de exibição |
| ------------------ | ---------------------------------- | ------------------------------------------------------------------------- | ------------------------- |
| 266                | 一護VSウルキオラ、再開             | (Filler)"Ichigo VS Ulquiorra, Resumo."                                    | 13 de abril de 2010       |
| 267                | 繋がる心！決死の左拳               | "Corações Conectados! O Punho Esquerdo Preparado para a Morte."           | 20 de abril de 2010       |
| 268                | 憎悪と嫉妬 窮地の織姫              | "O Ódio e a Inveja, O Dilema de Orihime."                                 | 27 de abril de 2010       |
| 269                | 護と雨竜、背中合わせの絆           | "Ichigo e Uryū, Vínculo de Amizade."                                      | 4 de maio de 2010         |
| 270                | 絶望の始まり... 護、届かぬ刃       | "O Começo do Desespero... Ichigo, a Lâmina Inalcançável."                 | 11 de maio de 2010        |
| 271                | 護死す！織姫、悲痛の叫び！         | "Ichigo Morre! Orihime, o Choro de Tristeza!"                             | 18 de maio de 2010        |
| 272                | 一護VSウルキオラ、決着！           | "Ichigo VS Ulquiorra! A conclusão"                                        | 25 de maio de 2010        |
| 273                | 鮫の猛威！ハリベル解放             | "A Fúria do Tubarão! A Liberação de Halibel."                             | 1 de junho de 2010        |
| 274                | 日番谷、捨て身の氷天百華葬！       | "Tōshirō, o Funeral de Cem Flores do Céu Congelado!"                      | 8 de junho de 2010        |
| 275                | 迫る死の息吹、死を司る王！         | "A Aproximação do Respiro Mortal, O Rei da Morte!"                        | 15 de junho de 2010       |
| 276                | 一撃決殺、砕蜂、卍解！             | "Morte em um Tiro, Soi Fon, Bankai!"                                      | 22 de junho de 2010       |
| 277                | 白熱！京楽ＶＳスターク！           | "Clímax! Shunsui VS Starrk!"                                              | 29 de junho de 2010       |
| 278                | 悪夢再び...復活の十刃              | "O Pesadelo Retorna... Renascimento do Espada."                           | 6 de julho de 2010        |
| 279                | 平子と藍染...因縁の再会！          | "Shinji e Sōsuke... A Reunião do Destino!"                                | 13 de julho de 2010       |
| 280                | 檜佐木と東仙、訣別の時             | "Shūhei e Kaname, O Momento da Separação."                                | 20 de julho de 2010       |
| 281                | 偽りの王冠、バラガンの怨恨         | "Coroa de Mentiras, O Rancor de Barragan."                                | 27 de julho de 2010       |
| 282                | 魂の力！群狼、襲来！               | "Poder da Alma! Los Lobos, Ataquem!"                                      | 3 de agosto de 2010       |
| 283                | スターク、たった独りの戦い         | "Starrk, A Batalha Solitária."                                            | 10 de agosto de 2010      |
| 284                | 犠牲の連鎖、ハリベルの過去         | (Filler)"Corrente de Sacrifício, O Passado de Halibel."                   | 17 de agosto de 2010      |
| 285                | 百年の怨恨！ひよ里の復讐           | "Cem Anos de Rancor! A Vingança de Hiyori."                               | 24 de agosto de 2010      |
| 286                | 護の帰還！空座町を護れ             | "O Retorno de Ichigo! Proteja a Cidade de Karakura."                      | 31 de agosto de 2010      |
| 287                | 外伝！一護と魔法のランプ           | (Filler)"Gaiden! Ichigo e a Lâmpada Mágica."                              | 7 de setembro de 2010     |
| 288                | 最後の切り札！一護、決戦へ         | "A Última Cartada! Ichigo a Caminho do Confronto Decisivo."               | 14 de setembro de 2010    |
| 289                | 白哉ＶS剣八？！乱戦開始            | "Byakuya VS Kenpachi?! Começa a Disputa."                                 | 21 de setembro de 2010    |
| 290                | 正義の為に？！死神を捨てた男       | "Em Nome da Justiça?! O Homem que Abandonou os Shinigamis."               | 28 de setembro de 2010    |
| 291                | 藍染との死闘！平子、始解！         | "Luta Desesperada com Sōsuke! Shinji, Shikai!"                            | 5 de outubro de 2010      |
| 292                | 全面戦争！藍染ＶＳ死神             | "Guerra Total! Sōsuke Aizen VS Shinigamis."                               | 12 de outubro de 2010     |
| 293                | 憎しみの刃！日番谷、激昂           | "Lâmina de Ódio! A Fúria de Tōshirō."                                     | 19 de outubro de 2010     |
| 294                | 攻撃不能？封じられた元柳斎！       | "Impossível de Atacar? Genryūsai é Selado!"                               | 26 de outubro de 2010     |
| 295                | 全ては罠...仕組まれた絆！          | "Era Tudo uma Armadilha... Laços Planejados!"                             | 2 de novembro de 2010     |
| 296                | 衝撃の真実...一護に秘められた力！  | "A Verdade Chocante... O Misterioso Poder Dentro de Ichigo!"              | 9 de novembro de 2010     |
| 297                | 伸びる刃！？一護VSギン！           | "A Espada Extensível?! Gin VS Ichigo."                                    | 16 de novembro de 2010    |
| 298                | 映画だ！祭りだ！死神映画祭!        | (Filler)"Filme! Festival! O Festival de Filmes Shinigami."                | 23 de novembro de 2010    |
| 299                | 劇場公開記念！地獄編・序章         | (Filler)"Comemoração da Estréia no Cinema! O Prólogo da Saga do Inferno." | 30 de novembro de 2010    |
| 300                | 浦原登場！藍染を阻止せよ！         | "Kisuke Urahara Aparece! Pare Sōsuke!"                                    | 7 de dezembro de 2010     |
| 301                | 一護、戦意喪失！？ギンの思惑       | "Ichigo Perde o Espírito de Luta?! A Expectativa de Gin."                 | 14 de dezembro de 2010    |
| 302                | 最後の月牙天衝！？ 一護の修行！    | "O Último Getsuga Tenshō?! O Treinamento de Ichigo!"                      | 21 de dezembro de 2010    |
| 303                | 現世も死神も！お正月スペシャル！   | (Filler)"Mundo Humano e Shinigami! Especial de Ano Novo!"                 | 4 de janeiro de 2011      |
| 304                | 外伝再び！今度の敵はモンスター！？ | (Filler)"Gaiden Novamente! Agora o Inimigo é um Monstro?!"                | 11 de janeiro de 2011     |
| 305                | 妄想爆走！檜佐木、温泉旅館へ！     | (Filler)"Desilusão! Shūhei vai até as Fontes Termais!"                    | 18 de janeiro de 2011     |
| 306                | 護るために！一護ＶＳ天鎖斬月       | "Para Proteger! Ichigo VS Tensa Zangetsu."                                | 25 de janeiro de 2011     |
| 307                | 緊急事態！藍染、更なる進化！       | "Situação de Emergência! Sōsuke, Nova Evolução!"                          | 1 de fevereiro de 2011    |
| 308                | さよなら...乱菊                    | "Adeus... Rangiku."                                                       | 8 de fevereiro de 2011    |
| 309                | 激闘決着！放て、最後の月牙天衝！   | "A Conclusão da Batalha Feroz! Libere o Getsuga Tenshō Final!"            | 15 de fevereiro de 2011   |
| 310                | 一護の覚悟！激闘の代償             | "A Resolução de Ichigo! O Preço da Batalha Feroz."                        | 22 de fevereiro de 2011   |
| 311                | 魂葬刑事・カラクライザー再発進！   | (Filler)"Karakuraizer, o Detetive de Almas Ataca Novamente!"              | 1 de março de 2011        |
| 312                | 就任！新たなる二番隊隊長！         | (Filler)"Inauguração! O Novo Capitão da 2.ª Divisão!"                     | 8 de março de 2011        |
| 313                | 十一番隊に命を賭けた男！           | (Filler)"O Homem que Arrisca sua Vida na 11.ª Divisão!"                   | 15 de março de 2011       |
| 314                | コンは見た！美人OLの秘密           | (Filler)"Kon é Visto! O Segredo da Bela Secretária."                      | 22 de março de 2011       |
| 315                | やちるの友！正義の死神登場！       | (Filler)"O Amigo de Yachiru! O Shinigami Justiceiro Aparece!"             | 29 de março de 2011       |
| 316                | 日番谷冬獅郎の休日！               | (Filler)"O Dia de Folga de Tōshirō!"                                      | 5 de abril de 2011        |

### 15.ª Temporada – O Exército de Invasão das 13 Divisões! (2011) (Filler)
| Número do episódio | Título original                    | Título do episódio                                                                        | Data original de exibição |
| ------------------ | ---------------------------------- | ----------------------------------------------------------------------------------------- | ------------------------- |
| 317                | 護廷十三隊侵軍篇！瀞霊廷に異変！？ | (Filler)"Arco do Exército de Invasão das 13 Divisões! Incidentes Incomuns em Seireitei?!" | 12 de abril de 2011       |
| 318                | 恋次ＶＳルキア！？仲間との戦い！   | (Filler)"Renji VS Rukia?! Batalha de Companheiros!"                                       | 19 de abril de 2011       |
| 319                | 一護捕縛網！尸魂界を脱出せよ！     | (Filler)"A Rede de Captura de Ichigo! Escape da Soul Society!"                            | 26 de abril de 2011       |
| 320                | 護廷十三隊、現世に集結！           | (Filler)"As 13 Divisões, Reunião no Mundo Real!"                                          | 3 de maio de 2011         |
| 321                | 自分同士の対決、一角VS一角！       | (Filler)"A Revelação dos Planos Mútuos, Ikkaku VS Ikkaku!"                                | 10 de maio de 2011        |
| 322                | 激突！ルキアVSルキア！             | (Filler)"Choque! Rukia VS Rukia!"                                                         | 17 de maio de 2011        |
| 323                | 護れ一護！望実の決意               | (Filler)"Proteja Ichigo! A Determinação de Nozomi."                                       | 24 de maio de 2011        |
| 324                | 瀞霊廷奪還へ！隊長たち、動く！     | (Filler)"Recapture Seireitei! Os Capitães se Movem!"                                      | 31 de maio de 2011        |
| 325                | 信ずるものの為に！白哉VS日番谷！   | (Filler)"Pela Causa dos que Creem! Byakuya VS Tōshirō!"                                   | 7 de junho de 2011        |
| 326                | ふたりの雛森、日番谷の覚悟         | (Filler)"As Duas Hinamoris, a Resolução de Tōshirō."                                      | 14 de junho de 2011       |
| 327                | 朽木家の誇り！白哉VS白哉！         | (Filler)"O Orgulho da Família Kuchiki! Byakuya VS Byakuya!"                               | 21 de junho de 2011       |
| 328                | 影狼佐を倒せ！死神、総力戦！       | (Filler)"Derrotem Kageroza! Os Shinigamis vão à Guerra!"                                  | 28 de junho de 2011       |
| 329                | 禁断の研究...望実に隠された秘密！  | (Filler)"A Pesquisa Proibida... O Segredo Oculto de Nozomi!"                              | 5 de julho de 2011        |
| 330                | 生きたい...！望実の斬魄刀          | (Filler)"Eu Quero Viver...! Zanpakutō de Nozomi."                                         | 12 de julho de 2011       |
| 331                | 戦うために！目覚めよ望実！         | (Filler)"Para Lutar! O Despertar de Nozomi!"                                              | 19 de julho de 2011       |
| 332                | 最凶の霊骸、現世に現る！           | (Filler)"Os Reigais mais Malignos, Aparição no Mundo Real!"                               | 26 de julho de 2011       |
| 333                | 望実を消す！？ 元柳斎の決断！      | (Filler)"Destruir Nozomi?! A Decisão de Genryūsai!"                                       | 2 de agosto de 2011       |
| 334                | 失われる霊圧！ 一護、魂の死闘！    | (Filler)"A Reiatsu Diminuindo! Ichigo, Luta Mortal pela Alma!"                            | 9 de agosto de 2011       |
| 335                | 断界に潜伏？もう一人の一護！？     | (Filler)"Ocultação no Dangai? Outro Ichigo?!"                                             | 16 de agosto de 2011      |
| 336                | 影狼佐を追え！技術開発局、潜入！   | (Filler)"Persiga Kageroza! Departamento de Desenvolvimento Tecnológico, Infiltração!"     | 23 de agosto de 2011      |
| 337                | 改造魂魄の開発者                   | (Filler)"O Criador das Almas Modificadas."                                                | 30 de agosto de 2011      |
| 338                | コンの想い、望実の想い             | (Filler)"Os Sentimentos de Kon, os Sentimentos de Nozomi."                                | 6 de setembro de 2011     |
| 339                | 一護を護れ!仲間たちの絆!           | (Filler)"Proteja Ichigo! Os Vínculos dos Amigos!"                                         | 13 de setembro de 2011    |
| 340                | 霊骸VS原種、誇りをかけた激闘！     | (Filler)"Reigais VS Originais, Apostando o Orgulho na Luta Feroz!"                        | 20 de setembro de 2011    |
| 341                | 侵軍篇、最終決着！                 | (Filler)"Arco do Exército de Invasão, Conclusão Final!"                                   | 27 de setembro de 2011    |
| 342                | ありがとう                         | (Semi-Filler)"Obrigado."                                                                  | 4 de outubro de 2011      |

### 16.ª Temporada – O Shinigami Substituto Desaparecido (2011-2012)
| Número do episódio | Título original                      | Título do episódio                                                          | Data original de exibição |
| ------------------ | ------------------------------------ | --------------------------------------------------------------------------- | ------------------------- |
| 343                | 高校３年生！装い新たに新章開始！     | "Estudante do 3.º Ano! Roupa Nova, e um Novo Capítulo Começa."              | 11 de outubro de 2011     |
| 344                | 学校間抗争！？一護と雨竜、共闘！     | "Uma Disputa na Escola?! Ichigo e Uryū Lutam Juntos!"                       | 18 de outubro de 2011     |
| 345                | 襲われた雨竜、仲間達に迫る脅威！     | "Uryū é Atacado! Uma Ameaça se Aproxima dos Amigos."                        | 25 de outubro de 2011     |
| 346                | 完現術の能力者·銀城空吾              | "O Usuário do Fullbring - Kūgo Ginjou."                                     | 1 de novembro de 2011     |
| 347                | 黒崎家に忍び寄る危機！？一護の迷い！ | "Um Perigo Rastejante na Família Kurosaki?! A Confusão de Ichigo!"          | 8 de novembro de 2011     |
| 348                | 代行証の力、一護の“誇り”！           | "O Poder do Distintivo de Substituto, o "Orgulho" de Ichigo!"               | 15 de novembro de 2011    |
| 349                | 次の標的、織姫を狙う魔の手           | "O Próximo Objetivo, as Mãos Malignas se Aproximam de Orihime!"             | 22 de novembro de 2011    |
| 350                | 死神代行を殺した男！？動き出す月島   | "O Homem que Matou um Shinigami Substituto?! Tsukishima Faz Seu Movimento." | 29 de novembro de 2011    |
| 351                | フルブリング、忌み嫌われた力！       | "Fullbring, o Poder Detestável!"                                            | 6 de dezembro de 2011     |
| 352                | 月島、強襲！妨害された修行           | "Tsukishima Ataca! O Treino foi Frustrado."                                 | 13 de dezembro de 2011    |
| 353                | 一護、完現術を使いこなせ！           | "Ichigo Domina o Fullbring!"                                                | 20 de dezembro de 2011    |
| 354                | 一護vs銀城、ゲームの空間へ           | "Ichigo VS Ginjou! Para o Espaço-Game."                                     | 27 de dezembro de 2011    |
| 355                | 死神参戦！瀞霊廷もお正月SP！         | (Filler)"Shinigamis em Guerra! Especial de Ano Novo em Seireitei!"          | 10 de janeiro de 2012     |
| 356                | 敵か味方か！？銀城の見えない心！     | "Amigo ou Inimigo! O Coração Invisível de Ginjou!"                          | 17 de janeiro de 2012     |
| 357                | 忍び寄る胁威...月岛の能力！          | "Ameaça Rastejante... A Habilidade de Tsukishima!"                          | 24 de janeiro de 2012     |
| 358                | 激突！？银城を袭うＸＣＵＴＩＯＮ     | "Choque?! Xcution ataca Ginjou."                                            | 31 de janeiro de 2012     |
| 359                | 哀しみの戦い！一護VS茶渡＆織姫！     | "A Triste Batalha! Ichigo VS Sado e Orihime!"                               | 7 de fevereiro de 2012    |
| 360                | 一護VS雨竜！？裏切り者は誰だ！       | "Ichigo VS Uryū?! Quem é o Traidor!"                                        | 14 de fevereiro de 2012   |
| 361                | 新たな姿！護廷十三隊、見参！         | "A Nova Aparição! Conhecendo o Gotei 13!"                                   | 21 de fevereiro de 2012   |
| 362                | 復活！死神代行･黒崎一護！            | "Revivido! O Substituto de Shinigami Ichigo Kurosaki!"                      | 28 de fevereiro de 2012   |
| 363                | 激闘！死神ｖｓＸＣＵＴＩＯＮ！       | "Batalha Dura! Shinigami VS Xcution!"                                       | 6 de março de 2012        |
| 364                | 絶体絶命！？記憶を挟まれた白哉       | "Luta Desesperada?! Problemas com a Memória de Byakuya"                     | 13 de março de 2012       |
| 365                | 一護VS銀城！代行証の秘密             | "Ichigo VS Ginjou! O Segredo do Emblema de Shinigami Substituto"            | 20 de março de 2012       |
| 366                | 変わりゆく歴史、変わらぬ心           | "História Mutável, Coração Imutável!"                                       | 27 de março de 2012       |

### Bleach: Thousand-Year Blood War(2022–presente)
| Parte 1: The Blood Warfare |    |                                                                                     |                                                    |                  |                        |
| 367                        | 1  | "The Blood Warfare" "A Guerra de Sangue" (BR)                                       | Hikaru Murata                                      | Tomohisa Taguchi | 11 de outubro de 2022  |
| 368                        | 2  | "Foundation Stones" "Pedras Fundamentais" (BR)                                      | Mitsutoshi Sato                                    | Tomohisa Taguchi | 18 de outubro de 2022  |
| 369                        | 3  | "March of the StarCross" "Marcha da Cruz Estelar" (BR)                              | Hodaka Kuramoto                                    | Tomohisa Taguchi | 25 de outubro de 2022  |
| 370                        | 4  | "Kill The Shadow" "Matar a Sombra" (BR)                                             | Hikaru Murata                                      | Tomohisa Taguchi | 1 de novembro de 2022  |
| 371                        | 5  | "Wrath as a Lightning" "Fúria como um Relâmpago" (BR)                               | Mitsutoshi Sato                                    | Masaki Hiramatsu | 8 de novembro de 2022  |
| 372                        | 6  | "The Fire" "O fogo" (BR)                                                            | Ema Saitō                                          | Masaki Hiramatsu | 15 de novembro de 2022 |
| 373                        | 7  | "Born in the Dark" "Nascido na Escuridão" (BR)                                      | Shin'ichirō Ueda                                   | Masaki Hiramatsu | 22 de novembro de 2022 |
| 374                        | 8  | "The Shooting Star Project (Zero Mix)" "O Projeto Estrela Cadente (Mix Zero)" (BR)  | Young Hoon Jung                                    | Masaki Hiramatsu | 29 de novembro de 2022 |
| 375                        | 9  | "The Drop" "A Gota" (BR)                                                            | Kaito Asakura                                      | Masaki Hiramatsu | 6 de dezembro de 2022  |
| 376                        | 10 | "The Battle" "A Batalha" (BR)                                                       | Hikaru Murata                                      | Masaki Hiramatsu | 13 de dezembro de 2022 |
| 377                        | 11 | "Everything But the Rain" "Tudo Menos a Chuva" (BR)                                 | Hikaru Murata, Yūsaku Kikuchi                      | Masaki Hiramatsu | 20 de dezembro de 2022 |
| 378                        | 12 | "Everything But the Rain: June Truth" "Tudo Menos a Chuva: A Verdade de Junho" (BR) | Young Hoon Jung                                    | Masaki Hiramatsu | 27 de dezembro de 2022 |
| 379                        | 13 | "The Blade Is Me" "A Lâmina Sou Eu" (BR)                                            | Tomohisa Taguchi, Mitsutoshi Sato, Yoshinori Odaka | Masaki Hiramatsu | 27 de dezembro de 2022 |

## Filmes
| Número | Título original                                         | Título em inglês                        | Data original de lançamento |
| ------ | ------------------------------------------------------- | --------------------------------------- | --------------------------- |
| 1      | 劇場版BLEACH MEMORIES OF NOBODY ブリーチ                | Bleach: Memories of Nobody              | 16 de Dezembro de 2006      |
| 2      | 劇場版BLEACH The DiamondDust Rebellion もう一つの氷輪丸 | Bleach: The Diamond Dust Rebellion      | 22 de Dezembro de 2007      |
| 3      | 劇場版BLEACH Fade to Black 君の名を呼ぶ                 | Bleach: Fade to Black, I Call Your Name | 13 de Dezembro de 2008      |
| 4      | 劇場版BLEACH Jigoku Hen 地獄篇                          | Bleach: Chapter Hell                    | 4 de Dezembro de 2010       |
| 5      | Bleach                                                  | Bleach end chapter                      | 25 de fevereiro de 2018     |